# Флеймінг-Гордж (Юта)
Флеймінг-Гордж (англ. Flaming Gorge) — переписна місцевість (CDP) в США, в окрузі Даггетт штату Юта. Населення — 72 особи (2020).

## Географія
Флеймінг-Гордж розташований за координатами 40°53′21″ пн. ш. 109°28′33″ зх. д. / 40.88917° пн. ш. 109.47583° зх. д. (40.889150, -109.475931). За даними Бюро перепису населення США в 2010 році переписна місцевість мала площу 5,93 км², з яких 5,91 км² — суходіл та 0,02 км² — водойми.

### Клімат
Селище знаходиться у зоні, котра характеризується кліматом тропічних степів. Найтепліший місяць — липень із середньою температурою 20.1 °C (68.2 °F). Найхолодніший місяць — січень, із середньою температурою -5.3 °С (22.4 °F).
| Клімат Флеймінг-Горджа  | Клімат Флеймінг-Горджа | Клімат Флеймінг-Горджа | Клімат Флеймінг-Горджа | Клімат Флеймінг-Горджа | Клімат Флеймінг-Горджа | Клімат Флеймінг-Горджа | Клімат Флеймінг-Горджа | Клімат Флеймінг-Горджа | Клімат Флеймінг-Горджа | Клімат Флеймінг-Горджа | Клімат Флеймінг-Горджа | Клімат Флеймінг-Горджа | Клімат Флеймінг-Горджа |
| Показник                | Січ.                   | Лют.                   | Бер.                   | Квіт.                  | Трав.                  | Черв.                  | Лип.                   | Серп.                  | Вер.                   | Жовт.                  | Лист.                  | Груд.                  | Рік                    |
| Абсолютний максимум, °C | 15,6                   | 18,9                   | 24,4                   | 27,8                   | 33,9                   | 37,8                   | 38,9                   | 37,2                   | 32,8                   | 28,9                   | 23,9                   | 17,8                   | 38,9                   |
| Середній максимум, °C   | 2                      | 4,3                    | 8,4                    | 13,7                   | 19,9                   | 25,7                   | 30,1                   | 28,8                   | 23,6                   | 16,5                   | 7,7                    | 2,4                    | 15,3                   |
| Середня температура, °C | −5,3                   | −3,1                   | 1,1                    | 5,8                    | 11,1                   | 16                     | 20,1                   | 19                     | 14                     | 7,8                    | 0,6                    | −4,4                   | 6,9                    |
| Середній мінімум, °C    | −12,6                  | −10,6                  | −6,3                   | −2,1                   | 2,2                    | 6,3                    | 10,1                   | 9,2                    | 4,4                    | −0,9                   | −6,4                   | −11,2                  | −1,5                   |
| Абсолютний мінімум, °C  | −38,9                  | −35                    | −25,6                  | −18,9                  | −10                    | −5,6                   | −1,1                   | −3,3                   | −11,7                  | −20                    | −26,1                  | −37,8                  | −38,9                  |
| Норма опадів, мм        | 11                     | 15                     | 25                     | 37                     | 39                     | 30                     | 25                     | 31                     | 30                     | 33                     | 18                     | 15                     | 308                    |
| Днів з опадами          | 5                      | 5                      | 7                      | 7                      | 8                      | 7                      | 6                      | 7                      | 6                      | 5                      | 5                      | 5                      | 73                     |
| Днів зі снігом          | 3,9                    | 3,7                    | 4                      | 2                      | 0,3                    | 0                      | 0                      | 0                      | 0,1                    | 0,8                    | 3                      | 3,9                    | 21,7                   |
| ----------------------- | ---------------------- | ---------------------- | ---------------------- | ---------------------- | ---------------------- | ---------------------- | ---------------------- | ---------------------- | ---------------------- | ---------------------- | ---------------------- | ---------------------- | ---------------------- |
| Джерело: Weatherbase    |                        |                        |                        |                        |                        |                        |                        |                        |                        |                        |                        |                        |                        |

## Демографія
Згідно з переписом 2010 року, у переписній місцевості мешкали 83 особи в 32 домогосподарствах у складі 24 родин. Густота населення становила 14 осіб/км². Було 109 помешкань (18/км²).
Расовий склад населення:
| - 97,6 % — білих - 1,2 % — осіб інших рас |

До двох чи більше рас належало 1,2 %. Частка іспаномовних становила 4,8 % від усіх жителів.
За віковим діапазоном населення розподілялося таким чином: 34,9 % — особи молодші 18 років, 51,8 % — особи у віці 18—64 років, 13,3 % — особи у віці 65 років та старші. Медіана віку мешканця становила 29,3 року. На 100 осіб жіночої статі у переписній місцевості припадало 93,0 чоловіків; на 100 жінок у віці від 18 років та старших — 86,2 чоловіків також старших 18 років.
Середній дохід на одне домашнє господарство становив 69 223 долари США (медіана — 66 250), а середній дохід на одну сім'ю — 63 586 доларів (медіана — 49 875). За межею бідності перебувало 5,6 % осіб, у тому числі 0,0 % дітей у віці до 18 років та 0,0 % осіб у віці 65 років та старших.
Цивільне працевлаштоване населення становило 19 осіб. Основні галузі зайнятості: роздрібна торгівля — 21,1 %, мистецтво, розваги та відпочинок — 21,1 %, публічна адміністрація — 15,8 %, науковці, спеціалісти, менеджери — 15,8 %.